# El Páramo (Comarca)
Die Comarca El Páramo ist eine der zehn landwirtschaftlichen Comarcas in der Provinz León der autonomen Gemeinschaft Kastilien und León.
Sie umfasst 20 Gemeinden auf einer Fläche von 906,01 km² mit dem Hauptort Santa María del Páramo.

## Gemeinden
| Gemeinde                   | Einwohner (2024) | Fläche km² | Dichte Einw./km² | Cod INE | Postleitzahl |
| -------------------------- | ---------------- | ---------- | ---------------- | ------- | ------------ |
| La Antigua                 | 328              | 54,70      | 6                | 24005   | 24796        |
| Ardón                      | 550              | 48,65      | 11               | 24006   | 24232        |
| Bercianos del Páramo       | 522              | 35,09      | 15               | 24017   | 24252        |
| Bustillo del Páramo        | 1.057            | 71,77      | 15               | 24026   | 24357        |
| Chozas de Abajo            | 2.678            | 100,38     | 27               | 24065   | 24392        |
| Laguna Dalga               | 626              | 38,41      | 16               | 24087   | 24248        |
| Laguna de Negrillos        | 1.046            | 71,80      | 15               | 24088   | 24234        |
| Pobladura de Pelayo García | 354              | 20,17      | 18               | 24113   | 24249        |
| Pozuelo del Páramo         | 392              | 36,23      | 11               | 24117   | 24796        |
| Roperuelos del Páramo      | 499              | 54,46      | 9                | 24136   | 24791        |
| San Adrián del Valle       | 84               | 15,84      | 5                | 24141   | 24797        |
| San Pedro Bercianos        | 226              | 23,51      | 10               | 24150   | 24252        |
| Santa María del Páramo     | 2.999            | 20,08      | 149              | 24157   | 24240        |
| Santa Marina del Rey       | 1.745            | 45,61      | 38               | 24159   | 24393        |
| Urdiales del Páramo        | 449              | 32,84      | 14               | 24174   | 24248        |
| Valdefuentes del Páramo    | 306              | 24,17      | 13               | 24176   | 24253        |
| Valdevimbre                | 894              | 68,01      | 13               | 24187   | 24230        |
| Villadangos del Páramo     | 1.235            | 44,93      | 27               | 24205   | 24392        |
| Villazala                  | 596              | 45,42      | 13               | 24228   | 24763        |
| Zotes del Páramo           | 402              | 53,94      | 7                | 24230   | 24791        |
| Comarca El Páramo          | 16.988           | 906,01     | 19               | –       | –            |